# Lundazi
Lundazi es una localidad, capital de su distrito en la provincia Oriental, Zambia. Está situada cerca de la frontera con Malaui. Cuenta con una pista aérea, escuela y hotel. El idioma principal es el tumbuka.
En 2010 contaba con una población de 16 017 personas.